# Peter Nordlander

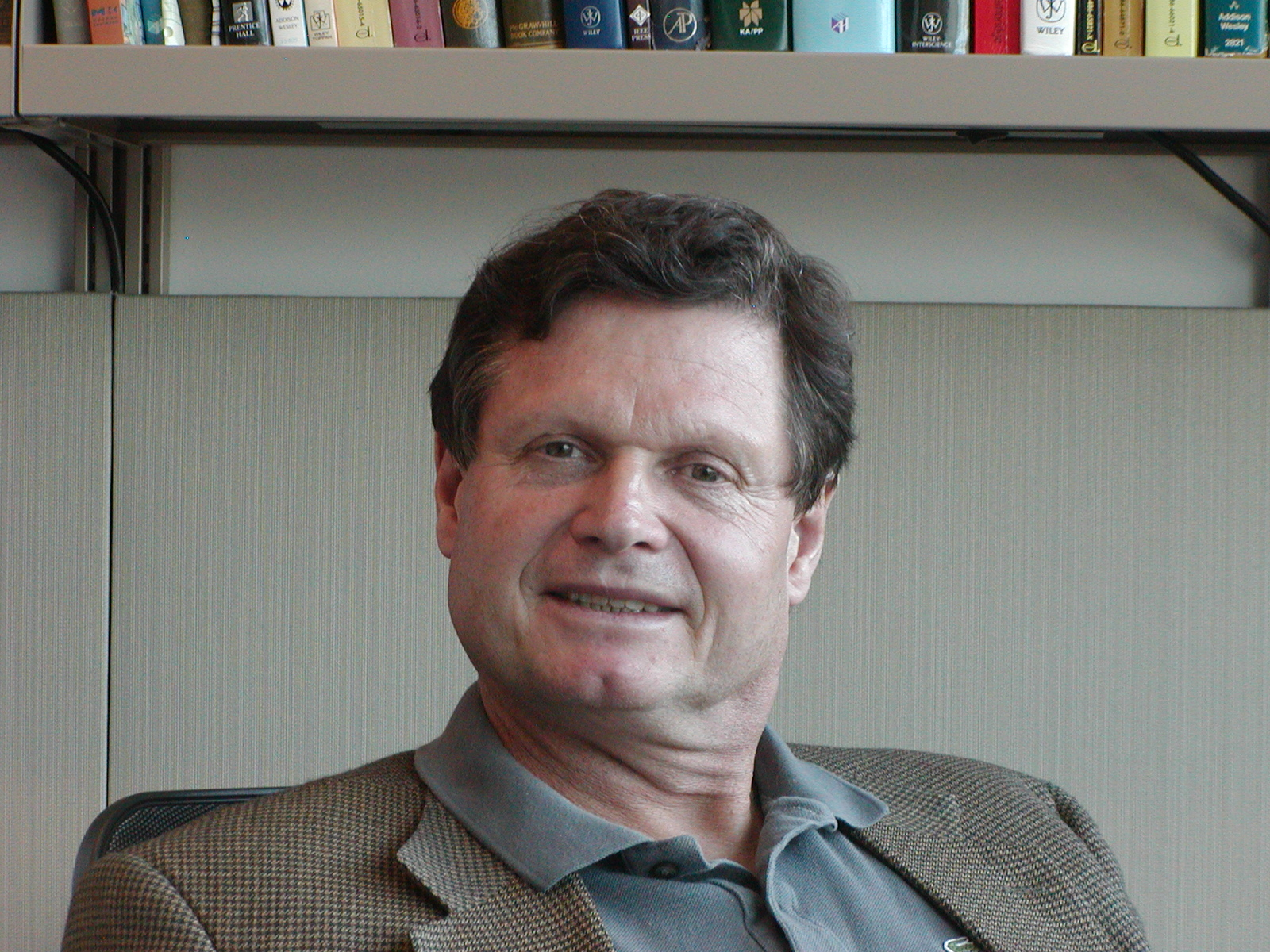
Peter Nordlander 2001

Peter Jan Arne Nordlander (* 21. Januar 1955 in Stockholm) ist ein schwedischer theoretischer Physiker (Nanophotonik und Nanowissenschaften, Plasmonik, Festkörperphysik, Oberflächenphysik).

## Leben
Nordlander erhielt 1980 seinen Master-Abschluss und promovierte 1985 in theoretischer Physik an der Chalmers University of Technology in Göteborg. Als Post-Doktorand war er am Thomas J. Watson Research Center von IBM (1985/86), an der Vanderbilt University (Research Assistant Professor 1987/88), an den Bell Laboratories (Berater 1987 bis 1989) und der Rutgers University (1988/89). Ab 1989 lehrte er an der Rice University, ab 1993 als Associate Professor und ab 1997 als Professor. Dort ist er im Labor für Nanophotonik und ist Wiess Professor, Professor für Physik und Astronomie, Professor für Elektrotechnik und Computeringenieurwesen und Professor für Materialwissenschaften und Nanoingenieurwesen.
Er war Gastprofessor an der Universität Paris (1992) und am Institut für Physik der Chinesischen Akademie der Wissenschaften und Universitäten in China (Peking, Wuhan). 1991 wurde er Dozent ehrenhalber an der Chalmers University of Technology.
1986 heiratete er die Physikerin Naomi Halas, mit der er auch viel zusammenarbeitete.

## Werk
Er begann als theoretischer Festkörperphysiker mit Schwerpunkt bei Nanoteilchen, Tunneleffekt-Prozessen in chemischen Reaktionen, elektronischer Struktur von Clustern.
1995 zeigte er mit anderen, wie die Feldemission von Elektronen in Kohlenstoff-Nanoröhren stark erhöht werden kann, wenn man mit einem Laser kleine Löcher in die Enden brennt oder diese chemisch ätzt.
Später befasste er sich mit theoretischer und Computer-gestützter Modellierung von Phänomenen in Plasmonik und Nanophotonik. Von ihm stammt die Technik der Plasmon-Hybridisierung (Plasmon Hybridization, PH), in der plasmonische Nanostrukturen als künstliche Moleküle behandelt werden und Plasmonen von komplexen metallischen Nanostrukturen linear aus denen ihrer elementaren Teile aufgebaut werden, ähnlich wie Moleküle aus Atomorbitalen in der Molekülorbitaltheorie.
Nordlander baute die PH in der Folge weiter aus zum Beispiel auf verschiedenartige neuartige Geometrien im Nanobereich und er führte gruppentheoretische Methoden in der Analyse der Plasmonmoden komplexer Strukturen ein. Er untersuchte plasmonische Dimere, das heißt benachbarte Nanoteilchen, und zeigte, dass die Hot Spots bei Surface Enhanced Raman Scattering (SERS) in Dimer-Brücken (Regionen hoher Feldintensität mit Sensitivität für einzelne Moleküle) durch eine Beimischung dunkler multipolarer Nanoteilchen-Plasmonen verursacht werden.
2008 sagte er Fano-Resonanzen bei Clustern plasmonischer Nanoteilchen voraus als Ergebnis von subradianten und superradianten kollektiven Plasmon-Moden mit gemeinsamer Symmetrie. Das wurde später experimentell bestätigt. Außerdem eröffnete er einen Zugang zur spezifischen Abstimmung von Fano-Resonanzen auf bestimmte Wellenlängen, Intensitäten und Linienformen durch strukturellen Symmetriebruch, was in der Folge auch der Analyse vieler kohärenter plasmonischer Phänomene diente. Fano-Resonanzen dienen auch als Sensoren für die dielektrische Umgebung (Localized Surface Plasmon Resonance, LSPR), mit Anwendung als chemische und biomolekulare Sensoren.
Nordlander trieb auch die quantenmechanische Beschreibung von Nanostrukturen in der Plasmonik voran. So zeigte er am Beispiel der Plasmon-Resonanzen des Nanoteilchen-Dimers, dass sich die quantenoptischen Eigenschaften stark von den klassischen unterscheiden können zum Beispiel durch das Auftreten von Tunneleffekt-Moden von Elektronen (Charge Transfer Plasmon, CTP). die durch Plasmonen induzierte Feldverstärkungen bei quantenmechanischer Betrachtung gegenüber der klassischen stark reduzieren können.
Nordlander beschrieb hybride Plasmon-Exziton-Strukturen (Plexciton) und die Erzeugung heißer Elektronen aus strahlungsfreiem Plasmon-Zerfall. Diese heißen Ladungsträger (hot carrier) können für lichtsammelnde Nanoantennen genutzt werden, einschließlich solche die mit Photodektion kombiniert sind oder mit Photokatalyse.

## Ehrungen und Mitgliedschaften
1999 erhielt er den Charles Duncan Award der Rice University für herausragende akademische Leistungen. 2002 wurde er Fellow der American Physical Society (APS) für Pionierbeiträge zur chemischen Physik, einschließlich der Entwicklung einer Vielteilchen-Theorie-Beschreibung von Ladungs-Transferprozessen bei der Streuung von Atomen an Oberflächen (Laudatio). 2013 erhielt er mit Shaul Mukamel, Susanne Yelin und Naomi Halas den Willis E. Lamb Award für Pionierbeiträge in der Plasmonik (Laudatio) und 2014 erhielt er den Frank Isakson Prize der APS, vergeben für Festkörperoptik. 2015 erhielt er mit Naomi J. Halas den R. W. Wood Prize für die Einführung von Nanopartikeln mit abstimmbaren optischen Resonanzen und das Konzept der Plasmon-Hybridisierung zur Erklärung ihrer Eigenschaften. Sie revolutionierten damit das Verständnis der optischen Eigenschaften metallischer Nanostrukturen (Laudatio).
Er ist Fellow der SPIE, der Optical Society, der Materials Research Society und der American Association for the Advancement of Science. Nordlander gehört zu den hochzitierten Wissenschaftlern auf seinem Gebiet (ICI Highly Cited Researcher).
Nordlander ist Mitherausgeber von ACS Nano.

## Schriften (Auswahl)
Außer die in den Fußnoten zitierten Arbeiten.
- mit B. Luk'yanchuk, N. I. Zehludev, S. A. Maier, N. J. Halas: The Fano resonance in plasmonic nanostructures and metamaterials, Nature Materials, Band 9, 2010, S. 707–715
- mit R. Esteban, A. G. Borisov, J. Aizpurua: Bridging quantum and classical plasmonics with a quantum-corrected model, Nature Communications, Band 3, 2012, S. 1–9
- mit M. L. Brongersma, N. J. Halas: Plasmon-induced hot carrier science and technology, Nature Nanotechnology, Band 10, 2015, S. 25–34